# Speedway Grand Prix 2011
Speedway-GP 2011 kördes elva omgångar och innebar att Greg Hancock tog sin andra VM-titel sedan 1997. Andreas Jonsson tog sitt första silver någonsin. Och bronset fick Jaroslaw Hampel som tog sin andra medalj på två år.

## Slutställning
| Plats | Förare           | Poäng |
| ----- | ---------------- | ----- |
| 1     | Greg Hancock     | 165   |
| 2     | Andreas Jonsson  | 125   |
| 3     | Jaroslaw Hampel  | 123   |
| 4     | Jason Crump      | 110   |
| 5     | Tomasz Gollob    | 106   |
| 6     | Emil Saifutdinov | 106   |
| 7     | Kenneth Bjerre   | 101   |
| 8     | Chris Holder     | 101   |
| 9     | Fredrik Lindgren | 90    |
| 10    | Nicki Pedersen   | 89    |

## Deltävlingar
| Datum        | Grand Prix     | Ort                 | Vinnande förare |
| ------------ | -------------- | ------------------- | --------------- |
| 30 april     | Polen          | Leszno              | Nicki Pedersen  |
| 14 maj       | Sverige        | Göteborg            | Chris Holder    |
| 28 maj       | Tjeckien       | Prag                | Greg Hancock    |
| 11 juni      | Danmark        | Köpenhamn           | Tomasz Gollob   |
| 25 juni      | Storbritannien | Cardiff             | Greg Hancock    |
| 30 juli      | Italien        | Terenzano           | Andreas Jonsson |
| 13 augusti   | Sverige        | Målilla             | Jaroslaw Hampel |
| 27 augusti   | Polen          | Toruń               | Andreas Jonsson |
| 10 september | Danmark        | Vojens              | Greg Hancock    |
| 24 september | Kroatien       | Gorcian             | Andreas Jonsson |
| 8 oktober    | Polen          | Gorzów Wielkopolski | Greg Hancock    |